# Mnium arbuscula
Mnium arbuscula là một loài Rêu trong họ Mniaceae. Loài này được Müll. Hal. mô tả khoa học đầu tiên năm 1898.